# Bjørn Tidmand
Bjørn Tidmand (Kopenhagen, 24 januari 1940) is een Deens zanger.

## Biografie
Tidmand begon zijn muzikale in 1959 na het tekenen van zijn eerste platencontract. In 1963 nam hij deel aan Dansk Melodi Grand Prix, de Deense voorronde voor het Eurovisiesongfestival. Met het nummer Amiga mia eindigde hij op de tweede plaats, na Grethe & Jørgen Ingmann, die enkele maanden later het Eurovisiesongfestival zouden winnen. Een jaar later waagde hij opnieuw zijn kans. Met het nummer Sangen om dig won Tidman Dansk Melodi Grand Prix 1964, waardoor hij zijn vaderland mocht vertegenwoordigen op het Eurovisiesongfestival 1964 in zijn geboortestad Kopenhagen. Daar eindigde hij op de negende plaats.
Nadien had Tidman nog enkele hits in Denemarken en presenteerde hij enkele televisieprogramma's. Hij is nog steeds actief.